# Web Proxy Auto-Discovery Protocol
Web Proxy Auto-Discovery Protocol（ウェブ・プロキシ・オートディスカバリー・プロトコル、略称：WPAD）は、ウェブブラウザのプロキシ設定を自動化するためのプロトコルである。

## 目的
プロキシサーバを経由してインターネットやイントラネット上のWebサーバやFTPサーバにアクセスする場合、ウェブブラウザ等に対してプロキシの設定をしなくてはならない。しかし、プロキシは組織によって設定や構成が異なるため、それに合わせた設定を行うのは手間がかかる。そこで、JavaScriptを用いてプロキシ設定を行う、PAC（Proxy Auto-Config）という仕組みが開発された。
これは、プロキシの設定内容を記述したスクリプトファイルをサーバ上に置いておき、このサーバのURLをクライアントのウェブブラウザ等に対して設定しておくことで自動的にプロキシ設定を行うものである。しかし、各々のクライアントに対してURLの設定を行う必要があり、完全に手動を設定するよりは簡便であるが、やはり手間がかかる。
そこで、WPADでは、DHCPサーバやDNSサーバなどに対して、スクリプトファイルの場所を配布するように設定を行い、クライアントのウェブブラウザ等にはスクリプトファイルの場所を自動的に検出するように設定するだけでプロキシ経由でインターネットが利用できる。